# Carinoma
Carinoma  (лат.) — род невооружённых немертин из отряда Palaeonemertea.  

## Биологическое описание
Имеются два основных слоя мышц: внутренний продольный и наружной кольцевой. В области мозга и желудка имеется залегающий между эпидермисом и наружным кольцевой мускулатурой слой продольных мышц, а также слой диагональных мышц, расположенный между наружной кольцевой и внутренней продольной мускулатурой. В передней части тела в эпидермисе присутствует интраэпителиальная сеть продольных и диагональных мышечных волокон. Головной ганглий, а также передняя часть боковых нервных стволов находятся снаружи от кольцевой мускулатуры, однако в области кишечника боковые нервные располагаются внутри внутренней продольной мускулатуры.
Нервная система с нейронами в головном ганглии и их отростками — дендритами — в боковых нервных стволах.
Хобот с 4 мускульными мышечными слоями и особыми мышечными перекрестами.
Кровеносная система с 6 постцеребральными сосудами, залегающими в области передней кишки, включая пару главных боковых сосудов и боковые сосуды ринхоцеля.
Кишечник имеет боковые дивертикулы.
Глаза и церебральные органы чувств отсутствуют, но на спинной стороне головы имеется один ряд сенсорных эпителиальных ямок.
Раздельнополы.

## Виды
В составе рода насчитывают девять видов:
- Carinoma armandi (McIntosh, 1875)[3]
- Carinoma caraibica Stiasny-Wijnhoff, 1925[4]
- Carinoma hamanako Kajihara, Yamasaki et Andrade, 2011[5]
- Carinoma mutabilis (Griffin, 1898)[6]
- Carinoma patagonica Bürger, 1895[7]
- Carinoma patriciae Gibson, 1979[8]
- Carinoma renieri Senz, 2000[9]
- Carinoma tremaphoros Thompson, 1900[10]
- Carinoma uschakovi Chernyshev, 1999[11]